# Ali Bapir
Ali Bapir, alias Mamosta Ali Bapir (kurde : عه‌لی باپیر ) est un érudit islamique et homme politique kurde du Kurdistan irakien. Il est le fondateur et actuel président du Groupe pour la justice du Kurdistan (anciennement connu sous le nom de Groupe islamique du Kurdistan). Il est une figure de premier plan de l'idéologie nationaliste syncrétique kurde-islamiste. Il a écrit plus de 150 livres sur la politique, l'Islam, la société, les Kurdes et le Kurdistan.
Bapir s'est battu contre le régime de Saddam Hussein dans les années 1980 en tant que combattant peshmerga. Bapir a également tué son propre frère, qui travaillait avec le régime de Saddam Hussein pour tuer un membre de Mouvement islamique du Kurdistan.
Après s'être séparé du Mouvement islamique du Kurdistan (MIK) en 2000 et avoir créé le Groupe pour la justice du Kurdistan, il est resté dans la région de Halabja adjacente à la frontière iranienne où les extrémistes avaient établi un émirat islamique.

## Carrière littéraire
Dans ses premiers écrits, Bapir a inspiré le poète Khider Kosari.

## Critique
En 2015, après l’avancée de l’État islamique en Irak et au Levant (EIIL) dans la région du Kurdistan, Bapir a appelé à la défense de la région kurde et a exhorté l’EIIL à ne pas attaquer.
Le Groupe pour la justice du Kurdistan et le Mouvement islamique du Kurdistan ont été parmi les premiers à féliciter les talibans lorsqu'ils ont pris le contrôle de l'Afghanistan. Les députés du groupe ont déclaré qu'ils "leur envoyaient des félicitations et des prières".